# Tomba del Sileno
La tomba del Sileno è un'antica sepoltura etrusca situata nella necropoli di monte Rosello a Sovana, nel comune di Sorano.

## Storia e descrizione
La tomba è situata alle pendici del monte Rosello, in località Valle Bona nei pressi del torrente Calesine, raggiungibile da un sentiero lungo la strada provinciale che da Sovana conduce a Pitigliano. La sepoltura spicca all'interno di una necropoli, nota come "colombaio", con varie tombe a camera risalenti almeno al IV secolo a.C., dotate di pareti scolpite con reticolo di cellette per le urne dei defunti.
La tomba del Sileno, databile al III secolo a.C., è posta sulla parte più alta del poggio ed è stata rinvenuta nel 1963 con ancora conservato il ricco corredo funebre (ceramiche, bronzi). La facciata della tomba presenta decorazioni reffiguranti il Sileno, da cui il nome. La struttura è a cilindro e reca in bassorilievo sei colonne con capitelli. Il dromos conduce alla stanza a piante rettangolare sotterranea per le deposizioni delle salme.